# Magnat-l'Étrange
Magnat-l’Etrange là một xã thuộc tỉnh Creuse trong vùng Nouvelle-Aquitaine miền trung nước Pháp. Xã này nằm ở khu vực có độ cao trung bình 636 mét trên mực nước biển.

## Địa lý
Thị trấn có cự ly 14 dặm (23 km) về phía đông nam của Aubusson, tại giao lộ các tuyến đường D25, D28, D31 và tuyến đường D32. 

## Dân số
| 1962                                                        | 1968 | 1975 | 1982 | 1990 | 1999 | 2006 |
| ----------------------------------------------------------- | ---- | ---- | ---- | ---- | ---- | ---- |
| 460                                                         | 462  | 384  | 318  | 245  | 212  | 229  |
| Số liệu điều tra dân số từ năm 1962 Dân số chỉ tính một lần |      |      |      |      |      |      |

## Địa điểm nổi bật
- Nhà thờ, thế kỷ 11.
- Lâu đài thế kỷ 15.
- Lâu đài Dubost, thế kỷ 16.